# Мехельнське мереживо

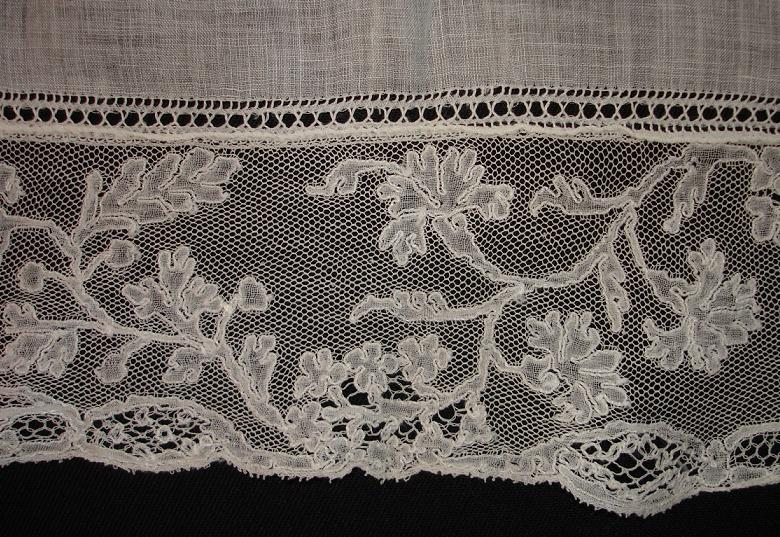
18-е століття

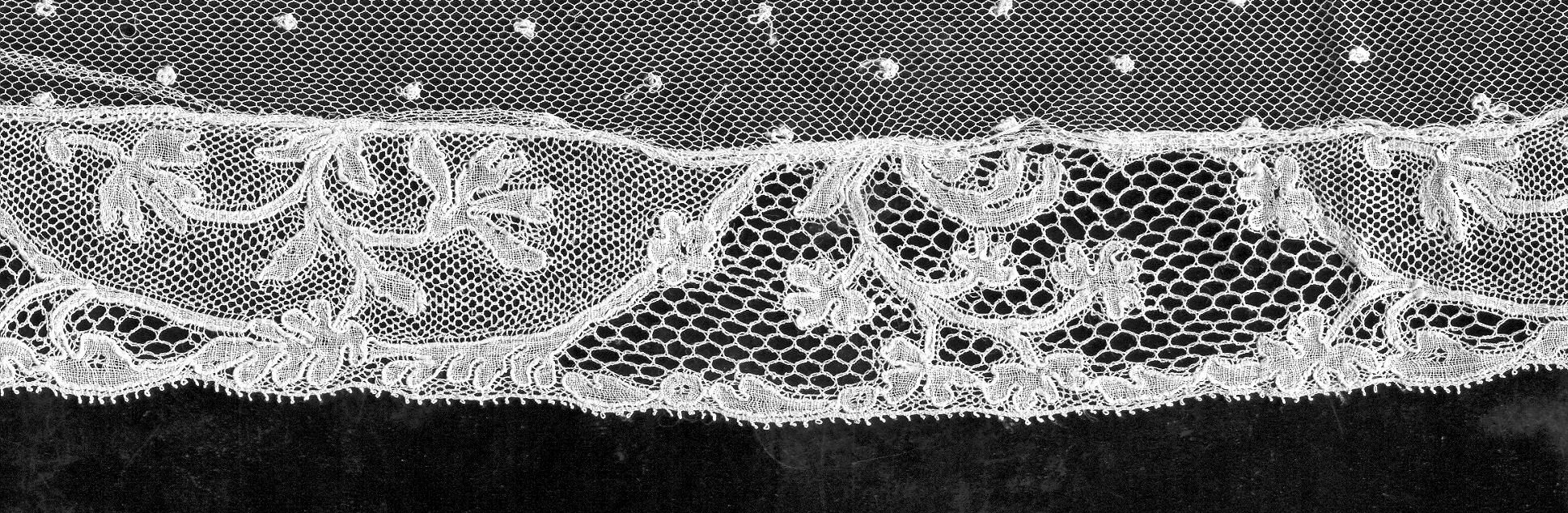
18-е століття

Мехельнське мереживо або малі́н (від фр. dentelle de Malines) — це коклюшне мереживо, яке спочатку стали виробляти в Мехелені. Один з найвідоміших видів фламандських мережив. Воно робиться дуже тонким, прозорим та особливо красиво виглядає, коли носиться поверх одягу іншого кольору. Крім Мехелена його робили в Антверпені, Лірі та Тюрнгауті. Малін найчастіше використовували для оздоблення нічних гарнітурів, манжет та пошивки жабо.
Мехельнське мереживо відоме своїми квітковими мотивами. Воно дуже нагадує брюссельське мереживо, проте, на відміну від нього, було цілісним, а не складеним з фрагментів.